# Giovanni Domenico Partenio
Gian Domenico Partenio, también como Giovanni Partenico, (baut. Venecia, 5 de junio de 1633 – Venecia, 18 de febrero de 1701) fue un cantor, compositor y maestro de capilla italiano.

## Vida
Nació en Venecia, hijo de Caterina y Angelo, familia originaria de Spilimbergo, siendo bautizado el 5 de junio de 1633 en la iglesia de San Giovanni in Bragora. Se formó en el seminario local, en el que ingresó en 1643, con diez años. De 1651 a 1655 estudió cuatro años en la Universidad de Padua, donde se graduó como doctor in utroque iure. El 28 de noviembre de 1656 fue nombrado subdiácono de la iglesia de San Martino, en el barrio de Castello de Venecia. Hacia 1658 fue ordenado sacerdote y pasó a formar parte del capítulo de la iglesia de San Martino, relación que mantendría toda su vida. Es de suponer que mantuvo una relación con Francesco Lucio, organista de San Martino y maestro de capilla del Hospital de los Incurables.
En 1665 compró tierras en San Martino al Tagliamento, cerca de donde eran originarios sus padres, y en 1667 construyó una amplia villa, donde pronto se establecieron la familia de su hermano Angelo y su hermana Apollonia. Por razones desconocidas el 16 de diciembre de 1675 se le prohibió toda relación con los monasterios femeninos venecianos, sobre todo con el de Santa Maria della Celestia.
Inició su actividad musical en la capilla de la Basílica de San Marcos de Venecia en febrero de 1666, cuando ingresó como tenor con un sueldo de 80 ducados. A partir de enero de 1674 su salario se elevó a 100 ducados, en julio de 1685 se le nombró vicemaestro de San Marcos, sucediendo a Giovanni Legrenzi y en mayo de 1692 se convirtió en maestro titular, ocupando así el lugar de Giambattista Volpe, que había fallecido a finales del año anterior. Para conseguir el cargo se impuso a los compositores Giacomo Spada y Francesco Pollarolo. Paralelamente a su actividad en la basílica veneciana, se desempeñó como maestro de capilla en el Hospital de los Mendicantes de 1685 a 1688, despedido por desacuerdos con el maestro de instrumentos, Galeazzo Pesenti, y probablemente también estuvo activo durante un cierto período en el Hospital de los Incurables. En 1696 se le concedió la dirección de la orquesta de la Basílica de San Marcos, que hasta ese momento estaba bajo la prerrogativa del «maestro de' concerti». Como tal impulsó el uso de los instrumentos de cuerda y eliminó el fagot.
Como sacerdote sirvió en la iglesia parroquial de San Martino, que era la sede principal del Sovvegno di musici Santa Cecilia, una asociación de 100 músicos y profesores de música. Él mismo fue el principal fundador de esta sociedad el 27 de noviembre de 1685, cuya dirección compartía con Legrenzi y Volpe.
Partenio fallecía el 18 de febrero de 1701 en Venecia. Su magisterio en San Marcos fue entregado a Antonio Biffi, probablemente alumno de Partenio.

## Obra
También fue compositor de ópera, aunque solo esporádicamente. Debutó en 1669 con el drama Genserico con libreto del conde Nicolò Beregan, para la que completó la partitura, y posteriormente compuso otras cuatro óperas. En su aspecto como compositor de óperas disfrutó del patronazgo de la duquesa Benedetta de Brunswick (en 1669), el conde Giovanni Antonio Mesmes (en 1673), el conde Carlo Vicenzo Iovanelli (en 1682) y el príncipe Eugenio de Saboya (en 1687).
En su época fue muy elogiado como director de coro y como compositor de música sacra, parte de la cual aún sobrevive en la actualidad. Aunque fue un maestro enérgico, su ascenso a la cima de la Capilla Marciana marcó el comienzo del deterioro de la calidad musical de la propia capilla.

### Ópera
- Genserico, libreto de Nicolò Beregan, Venecia, Teatro Santi Giovanni e Paolo, 1669 (con música de Antonio Cesti)
- Iphide greca, libreto de Nicola Minato, Venecia, I Saloni, primavera de 1671 (solo primer acto; segundo acto de Domenico Freschi, tercer acto de Gaspare Sartorio) (libreto)
- La costanza trionfante, libreto de Cristoforo Ivanovich, Venecia, Teatro San Moisè, 1673 (libreto)
- Dionisio, overo La virtù trionfante del vitio, libreto de Matteo Noris, Venecia, Teatro Santi Giovanni e Paolo, 3 de enero de 1681 (la música del primer acto es de Petronio Franceschini)
- Flavio Cuniberto, libreto de Matteo Noris, Venecia, Iglesia de San Giovanni Grisostomo, 29 de noviembre de 1681 (revisado en 1687)

### Otros
- Missa pro defunctis, a cuatro voces
- Jesum Nazarenum, motete a tres voces
- Confitebor tibi, motete a dos voces
- Il fervido meriggio, cantata